# Mitsubishi A6M Zero
Mitsubishi A6M Reisen "Zero-Sen", kort kallad bara A6M, alternativt smeknamnen A6M Zero eller bara Zero, var ett japanskt hangarfartygsbaserat jaktflygplan som användes under andra världskriget.
A6M har gått till historien som Japans främsta jaktplan för sin tid. Det var det första hangarfartygsbaserade jaktplanet i världen som uppnådde full paritet med samtida landbaserade jaktplan. 
Planet användes av Japan under hela kriget men är mest känt som ett av de planen som användes i attacken mot Pearl Harbor. Tidigt i sin insats mot USA var planet helt överlägset alla amerikanska jaktflygplan, och det var inte förrän USA utvecklade F6F Hellcat som man kunde strida mot A6M Zero på en någorlunda jämlik nivå. Trots detta höll A6M Zero sin status som ett mycket bra plan ända till slutet av kriget.
Eftersom A6M fungerade mycket bra vidareutvecklades planet i flera olika varianter och Japan utvecklade inte någon efterföljare förrän vid slutet av andra världskriget, genom A7M Reppū. A6M kom att tillverkas i sammanlagt 11 280 exemplar. 

## Utveckling
Den 5 oktober 1937 lade den Kejserliga japanska flottan fram sina krav på ett nytt, hangarfartygsbaserat jaktplan med syfte att ersätta det existerande jaktplanet Mitsubishi A5M. Kraven på det nya jaktplanet grundades i erfarenheterna från kriget i Kina, och var följande:
- Maximal hastighet på minst 500 km/h vid 4000 m höjd
- Flygtid på minst 1,5 h vid normal kraft
- Flygtid på minst 6 h vid marschfart och med fälltankar
- Stigförmåga nog att nå 3000 m höjd på 9 min 30 sek
- Beväpning bestående av 2 × 20 mm automatkanoner samt 2 × 7,7 mm kulsprutor
- Möjligheten att bära två bomber á minst 60 kg
- Manöverbarhet minst likvärdig med föregångaren A5M

Kraven skickades till Nakajima och Mitsubishi. Nakajima undersökte möjligheterna och ansåg kraven vara omöjliga att möta, varför de drog sig ur i januari 1938. Jirō Horikoshi, chefsdesigner hos Mitsubishi, ansåg att kraven kunde mötas genom att göra planet oerhört lätt. För att uppnå detta skulle planet byggas i en ny typ av duraluminium kallad zicral. Detta material hade utvecklats av japanska Sumitomo Metal 1936, och hade en styrka jämförbar med många stål, bra utmattningshållfasthet och genomsnittlig skärbarhet. Hela designen tänktes igenom flera gånger, och viktbesparing gjordes på varje möjlig punkt. Ingen typ av bepansring användes, och planet saknade självförslutande bränsletankar. Den låga vikten gav möjlighet åt extrem manöverbarhet, hög maxhastighet samt lång räckvidd. Priset av detta blev att Zero blev känsligt för fiendeeld. 
Två prototyper, kallade A6M1, stod klara i mars 1939. Dessa var utrustade med en Mitsubishi Zuisei-motor med en effekt på 780 hk som var kopplad till en 2-bladig propeller. Prototyperna visade lovande prestanda och A6M accepterades av Kejserliga Flottan under beteckningen Flottans Hangarfartygsjaktplan Typ 0 (零式艦上戦闘機), döpt efter det kejserliga året 2600 (1940), när den sattes i tjänst 

## Användning
A6M sattes i tjänst som A6M2 i juli 1940 efter en rad modifikationer av prototyperna A6M1. Över Kina visade sig planet vara mycket kapabelt, stod mot kinesiska Polikarpov I-15 och I-16. 
Vid tidpunkten för attacken mot Pearl Harbor hade Zero spridits i 521 exemplar över stilla havet. Dess massiva räckvidd på 2,600 km förvånade amerikanska militären. Zeros förmåga att utföra uppdrag långt ifrån de hangarfartyg de utgick från fick amerikanska befälhavare att tro att det fanns många fler Zero än det faktiskt gjorde. 
Zero fick snabbt ett rykte om sig att vara ett mycket farligt jaktplan att möta över stilla havet, och var överlägsen allierade plan 1941. När Zero exempelvis mötte australiensiska Supermarine Spitfire visade det sig överlägset, även om Spitfire var snabbare än Zero, så var Zero mer manöverbart, hade lägre stallhastighet och kunde hålla sig i luften tre gånger så länge. De allierade piloterna utvecklade senare taktiker för att minimera Zeros fördelar. Claire Lee Chennault, befälhavare för de Flygande Tigrarna, förbjöd strikt sina piloter att gå i direkt luftduell mot Zero, de instruerades istället att använda sig av Curtiss P-40s överlägsna dykningsförmåga för att snabbt komma ifrån det japanska jaktplanet.
Allt eftersom japanska imperiets krigslycka vände tvingades Zero in i en mer defensiv roll. De erfarna piloterna ersattes av dito med sämre utbildning och lägre erfarenhetsnivå. Detta kombinerades med introduktionen av nya amerikanska jaktplan som Vought F4U och F6F Hellcat, som på många sätt var överlägsna Zero, samt Japans allt sämre logistiska situation. Allt detta gjorde att Zeros förlustsiffror ökade markant med krigets gång. Zero var tänkt att ersättas av Mitsubishi A7M, men endast 8 hann tillverkas innan krigsslutet. 
Trots detta tillverkades och användes Zero ända till krigsslutet 1945. Mot slutet av kriget användes Zero även i kamikaze-attacker.

## Varianter

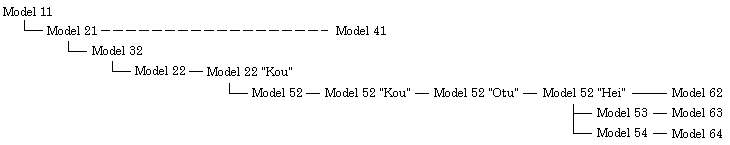
Utvecklingshistorien för de olika Zero-modellerna.

- A6M1, Typ 0 – den första prototypen, färdigställd mars 1939.
- A6M2, Typ 0, Modell 11 – på förslag från flottan istället utrustad med en 700 kW (940 hk) Nakajima Sakae-12-motor. Den färdigställdes januari 1940. Den användes i strid under det andra japansk-kinesiska kriget och var då överlägset sina motståndare, de ryska Polikarpoc I-16 och I-153. När ryktet om flygplanets kapacitet till slut nådde USA, avfärdades det av de flesta militärerna som inte trodde att Japan kunde bygga sådana flygplan.
  - A6M2, Typ 0, Modell 21 – en ändring (efter att 65 flygplan tillverkats) där man byggde in hopfällbara vingspetsar. Detta underlättade placering av planet på hangarfartyg.
- A6M3, Typ 0, Modell 32 – en version med den nya Sakae 21-motorn, vilket gav mer effekt (840 kW/1,130 hk) och bättre kapacitet på högre höjd. De hopfällbara vingspetsarna var nu borttagna. De första exemplaren av totalt 343 färdigställdes april 1942.
  - A6M3, Typ 0, Modell 22 – framtagen efter upplevda navigationsproblem med Modell 32. De hopfällbara vingarna kom nu tillbaka.
- A6M4, Typ 0, Modell 41 – en specialvariant där två stycken A6M2 utrustade med en experimentell turboladdad Sakae-motor avpassad för höghöjdsflygning.[6]
- A6M5, Typ 0, Modell 52 – ansedd som den mest effektiva varianten.[7] Den utvecklades för att stå emot de amerikanska F6F Hellcat och F4U Corsair med deras kraftfulla motorer och bestyckning.[8] A6M5-modellen hade en toppfart på 540 km/h och kunde nå en höjd på 8 000 meter på under 10 minuter.
  - A6M5a Modell 52a «Kou» – med en Typ 99-II-kulspruta och större mängd ammunition.
  - A6M5b Modell 52b «Otsu» – med bland annat en vindruta i armerat glas och en brandsläckare för bränsletanken.
  - A6M5c Modell 52c «Hei»" – med tjockare armerat glas i vindrutan (5.5 cm) och en förstärkt skyddsplåt bakom pilotens säte.
- A6M6c, Typ 0, Modell 53c – snarlik A6M5c men med självförslutande vingtankar och en Nakajima Sakae 31a-motor som använde sig av en vatten-metanol-blandning för "boost"-effekt.
- A6M7, Typ 0, Modell 62 – snarlik ovanstående men anpassad för attacker eller kamikaze-tjänst.
- A6M8, Typ 0, Modell 64 – snarlik A6M6 men med Sakae-motorn (som slutat produceras) utbytt mot en Mitsubishi Kinsei-62-motor med 1 164 kW (1,560 hk), 60 procent mer än på A6M2. Två prototyper färdigställdes april 1945. Den kaotiska situationen inom den japanska industrin och med krigsslutet vid horisonten omöjliggjorde de ambitiösa konstruktionsplanerna, och av 6 300 beställda plan blev inget färdigställt.[8][9]

## Konstruktör
Planets ursprungliga konstruktör var Jirō Horikoshi. Sommaren 2013 presenterade Studio Ghibli den animerade långfilmen Det blåser upp en vind, som i stora drag är baserad på Horikoshis liv. Den flygplansmodell som Horikoshi arbetar med i filmen är dock Zero-föregångaren Mitsubishi A5M.

## Bilder

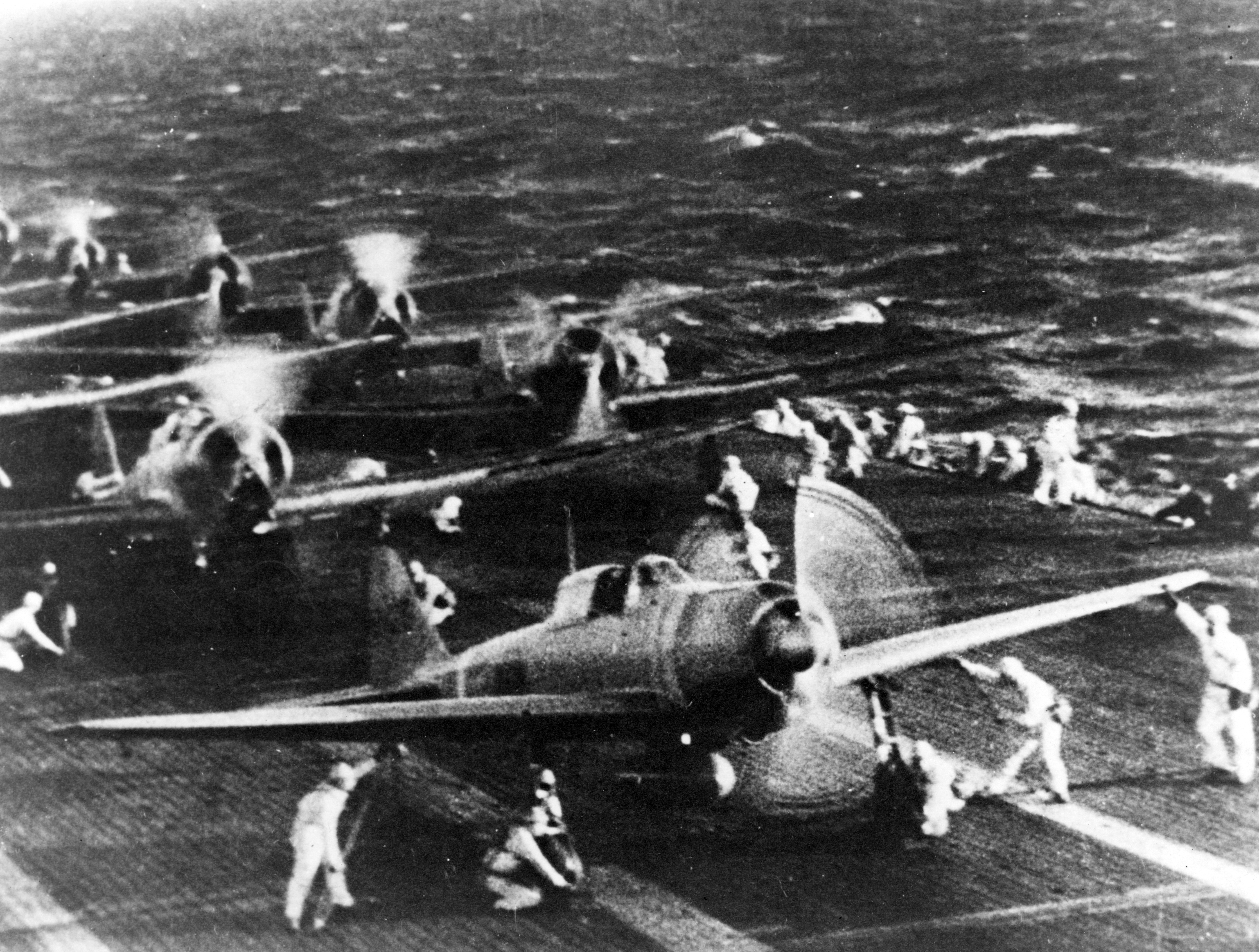
Modell 21, före attacken på Pearl Harbor, 7 december 1941.
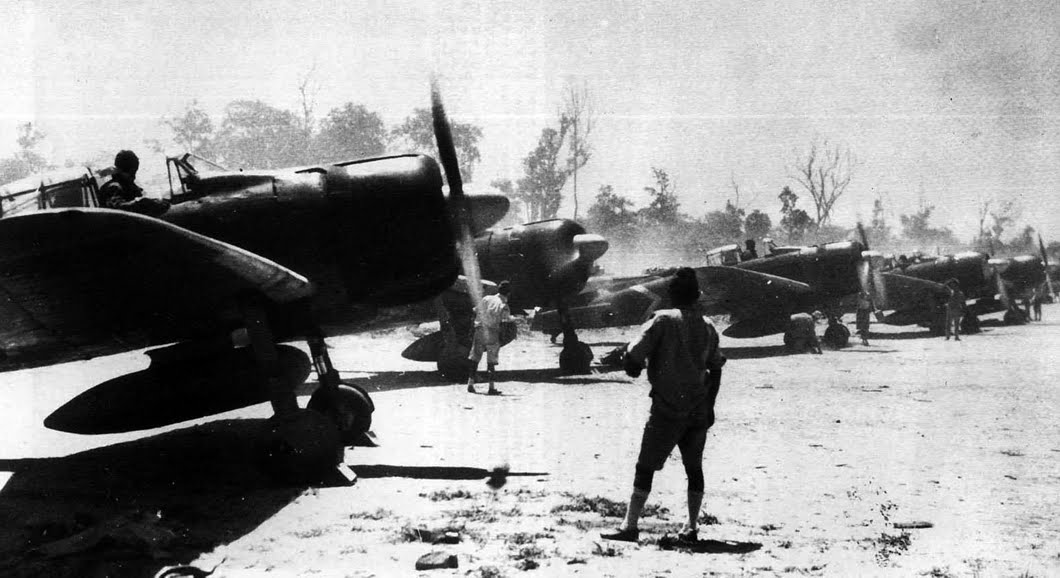
A6M2- and A6M3-plan från hangarfartyget Zuikaku, inför ett uppdrag vid Rabaul.
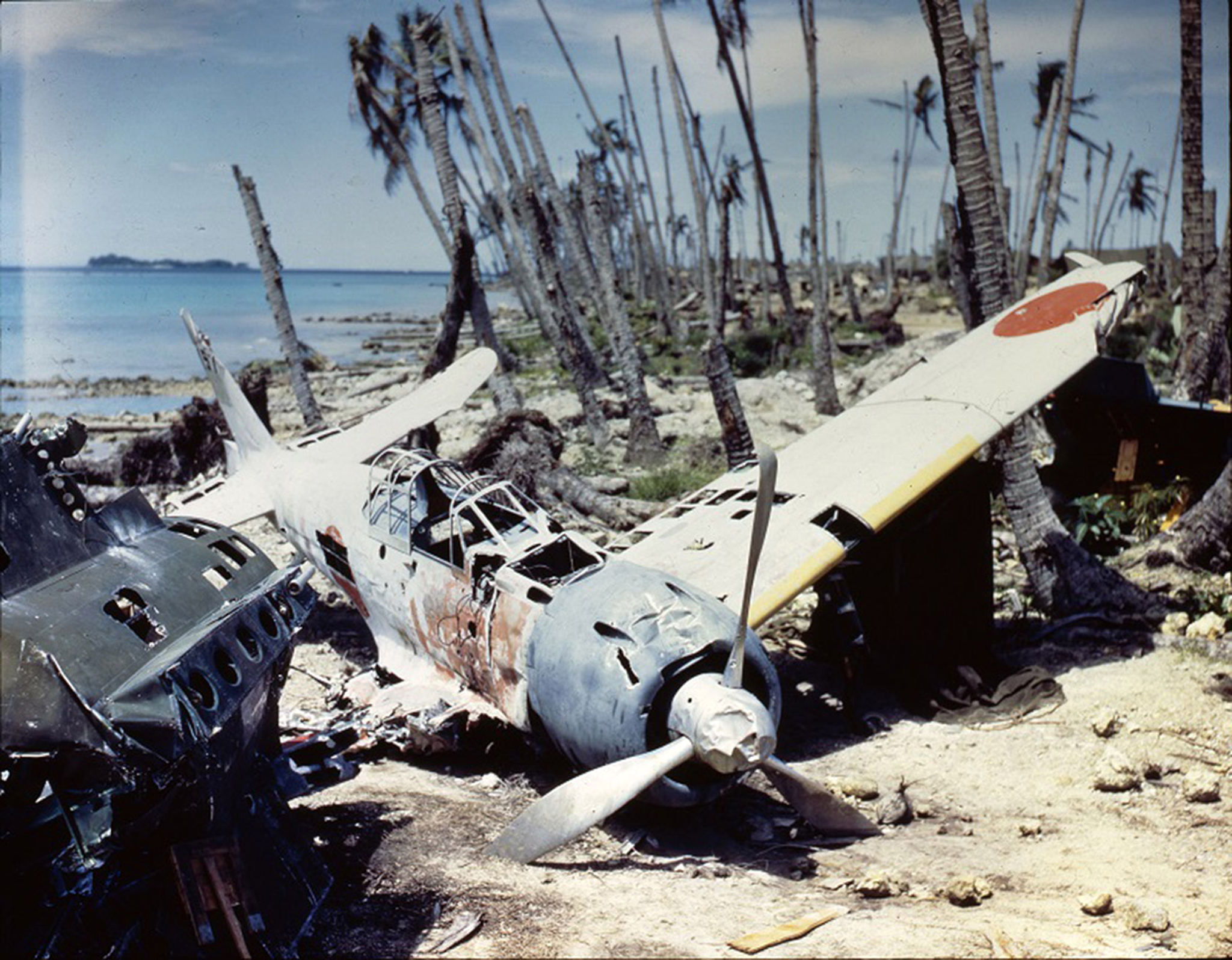
Vrak av A6M3, övergivet vid Mundaflygfältet på centrala Salomonöarna, 1943.
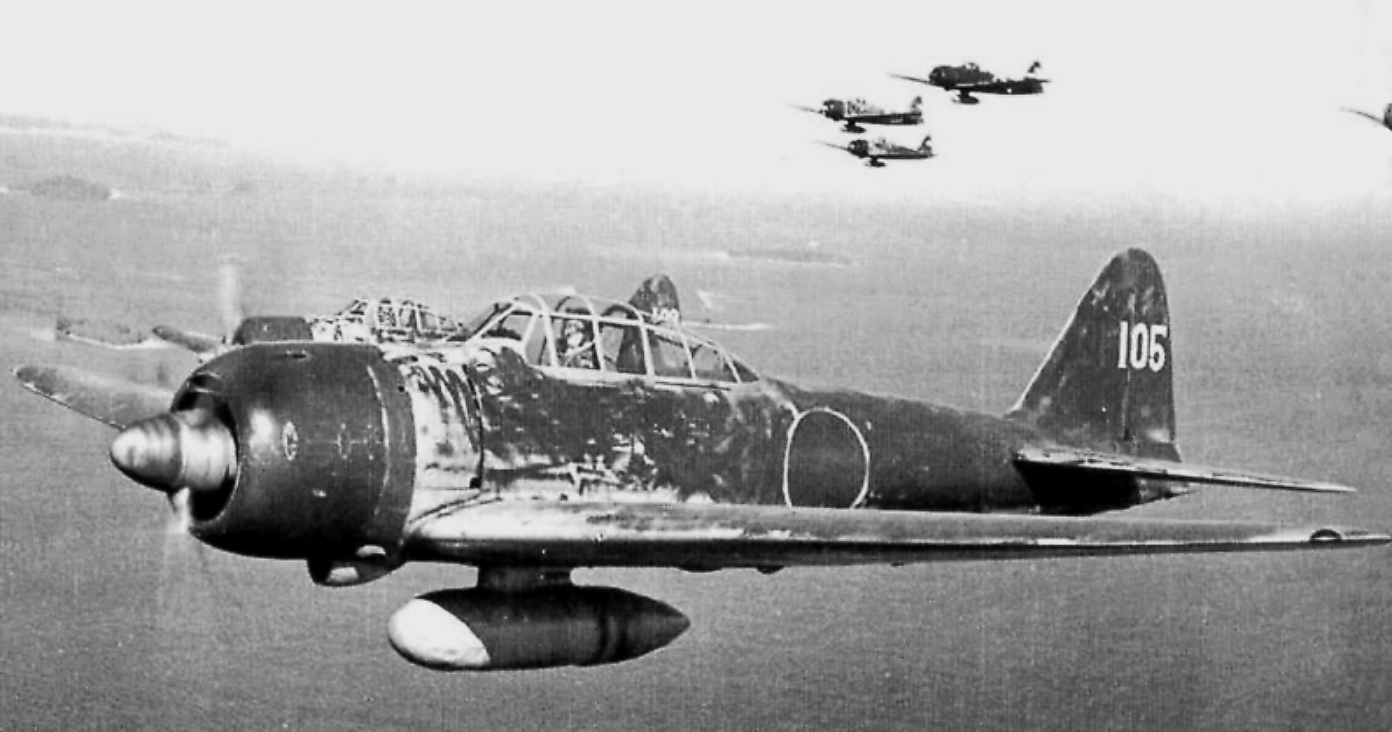
Modell 22, fluget 1943 av flygarässet Hiroyoshi Nishizawa över Salomonöarna.
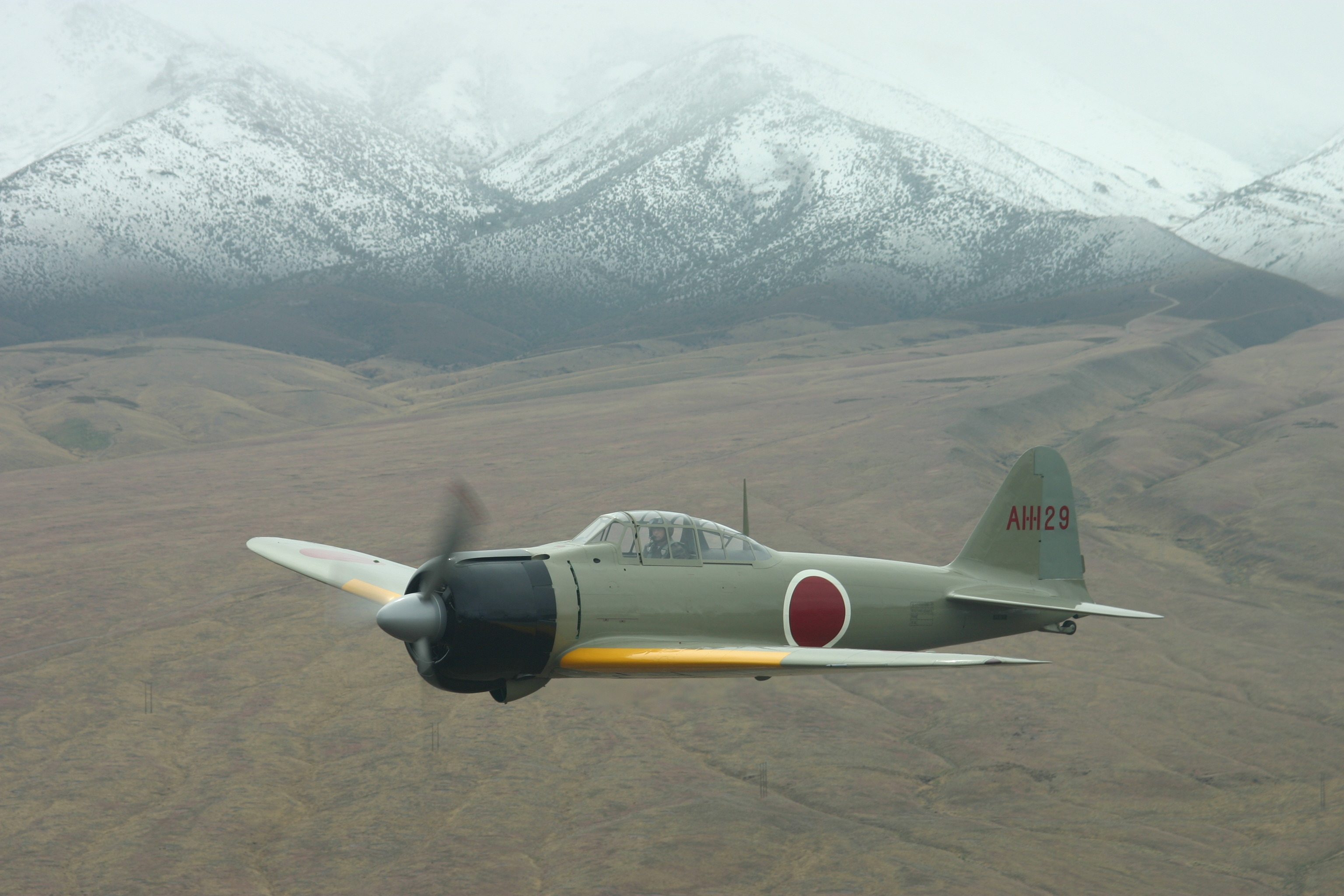
Flygning med ett museiplan över Klippiga bergen, cirka 2004.